# Rue Vercingétorix
Rue Vercingétorix är en gata i Quartier de Plaisance i Paris fjortonde arrondissement. Gatan är uppkallad efter den galliske kungen och krigaren Vercingetorix (82–46 f.Kr.). Rue Vercingétorix börjar vid Avenue du Maine 82 och slutar vid Boulevard Brune och Rue Raymond-Losserand.

## Omgivningar
- Notre-Dame-de-l'Arche-d'Alliance
- Notre-Dame-du-Travail
- Rue Camulogène
- Rue Bernard-de-Ventadour

## Bilder
| - Vercingetorix, skulptur utförd av Aimé Millet. - Gatuskylt. - Notre-Dame-de-l'Arche-d'Alliance. - Notre-Dame-du-Travail. |

## Kommunikationer
- Tunnelbana – linje  – Gaîté
- Tunnelbana – linje  – Porte de Vanves
- Busshållplats Vercingétorix – Paris bussnät

### Webbkällor
- ”Rue Vercingétorix”. Mairie de Paris. https://web.archive.org/web/20160303180856/http://www.v2asp.paris.fr/commun/v2asp/v2/nomenclature_voies/Voieactu/9696.nom.htm. Läst 1 januari 2024.
- ”Rue Vercingétorix (14ème arrondissement)”. Les rues de Paris. https://web.archive.org/web/20160409041532/http://www.parisrues.com/rues14/paris-14-rue-vercingetorix.html. Läst 1 januari 2024.